# Solco Walle Tromp
Solco Walle Tromp (Batavia, 9 maart 1909 – 17 maart 1983) was een Nederlands geoloog en biometeoroloog.

## Biografie
Tromp studeerde geologie en geografie aan de Universiteit Leiden. Na zijn promotie (1932) was hij werkzaam als exploratiegeoloog voor diverse oliebedrijven, waaronder Shell en Socony Oil Company. Tijdens de Tweede Wereldoorlog was hij betrokken bij de Nederlandse afdeling op het hoofdkwartier van Douglas MacArthur in Australië.
Na de oorlog studeerde hij fysiologie en meteorologie om in 1947 te worden benoemd als hoogleraar geologie aan de Koning Saud-universiteit in Caïro. Van 1950 tot 1955 was hij geologisch adviseur bij de Technical Assistence-programma voor Centraal-Amerika en het Midden-Oosten van de Verenigde Naties.
Vanaf midden jaren 1950 ging Tromp zich richtten op de biometeorologie, waarbij de invloed van het weer op het lichaam en de geest wordt onderzocht. Hiervoor stichtte hij in Leiden het Bioclimatological Research Centre (Biometeorologisch Onderzoekscentrum) op. In datzelfde jaar was hij ook mede-oprichter van het International Society of Biometeorology (ISB), waarvan hij tot 1976 de rol van secretaris vervulde. Reeds in 1949 had hij hierover het boek Psychical physics gepubliceerd, waarin hij zijn denkbeelden uiteenzette over de interactie tussen omgeving en individu.
Zijn specifieke aandacht ging hierbij uit naar wichelroederij en radiësthesie. Hij voerde experimenten uit en kwam tot de conclusie dat er een overeenkomst was tussen wichelroede-zones en gebieden van geologisch verstoringen en dat wichelroederij echt bestaat als gevolg van activiteit van elektromagnetische velden. Deze inzichten werden bekritiseerd door de wetenschappelijke gemeenschap en werden zelfs door critici bestempeld als een voorbeeld van pseudowetenschap.
Op het gebied van de biometeorologie publiceerde hij verscheidene artikelen en boeken, onder andere in het Nederlandse tijdschrift "Journal of Parapsychology".
- Bibsys: 90053963
- Gemeinsame Normdatei: 13599179X
- International Standard Name Identifier: 0000 0001 0985 0843
- Library of Congress Control Number: n81094829
- Nationale Bibliotheek van Tsjechië: nlk20030132103
- Nationale bibliotheek van Australië: 36542158
- Nationale Bibliotheek van Israël: 987007441630905171
- Nederlandse Thesaurus van Auteursnamen: 068229496
- Istituto Centrale per il Catalogo Unico: GEAV005575
- Système universitaire de documentation: 145820084
- Virtual International Authority File: 70254806
- WorldCat: E39PBJxRwbkCdxrfxTRTwp6R8C